# Терес (союзник Андриска)
Терес — фракийский правитель во II веке до н. э. Возможно, властвовал в Одрисском царстве.
Известный по сообщению Диодора Сицилийского, Терес был женат на неизвестной по имени дочери македонского царя Филиппа V. По замечанию П. Петкова, этот брак мог быть заключен как при жизни Филиппа, так и после смерти, когда его наследник Персей активно заключал брачные союзы членов своего дома с различными государями, но в любом случае не позднее 167 года до н. э. Вероятно, по мнению М. Тачевой, Терес в это время был парадинастом у Византия.
Терес стал властителем после Котиса IV (или возможного непродолжительного правления его сына Бизиса). Возможно, соправителями Тереса были Бизий и Барсада. По замечанию И. Илиева, точно неизвестно, какие территории находились под управлением Тереса. По мнению Петкова, Терес был царём у одрисов. Он был враждебно настроен по отношению к римлянам. Накануне Четвёртой Македонской войны (150—148 до н. э.) встретившая Андриска Каллиппа, вручившая ему знаки царского достоинства, посоветовала обратиться за содействием с Тересу. Тот, по замечанию А. С. Шофмана, хоть и был прекрасно осведомлён о судьбе настоящего сына Персея, торжественно встретил самозванца, возложил, будучи лицом, связанным узами родства с Антигонидами, на его голову диадему и предоставил помощь.
После поражения Андриска фракийцы вернулись к позиции поддержки римлян. Как отметил П. Петков, видимо, по просьбе последних Терес был изгнан, чтобы не допустить новых проявлений антиримских настроений в регионе. При этом, преемником Тереса стал, возможно, Бизий.